# شهرستان موری (تنسی)
شهرستان موری، تنسی (به انگلیسی: Maury County, Tennessee) یک سکونتگاه مسکونی در ایالات متحده آمریکا است که در تنسی واقع شده‌است.

## خصوصیات
شهرستان موری ۱٬۵۹۴ کیلومترمربع مساحت دارد.